# Рыжов, Алексей Андреевич
Алексе́й Андре́евич Рыжо́в (10 июля 1931, д. Каветка — 18 октября 2022) — механик-конструктор авиационных газотурбинных двигателей и энергетических установок, почётный академик АН РБ (1995), доктор технических наук (1997), заслуженный деятель науки и техники БАССР (1975), заслуженный машиностроитель РБ (1995), почётный авиадвигателестроитель (2000).

## Биография
Рыжов Алексей Андреевич родился 10 июля 1931 года в д. Каветка Чишминского района БАССР.
В 1959 году окончил Уфимский авиационный институт.
Место работы: с 1950 года — инженер-конструктор завода № 20 г. Уфа, начальник бригады ОКБ-26, заместитель главного конструктора ОКБ-100 (с 1962 г.), генеральный конструктор (1983—2000), главный консультант УКБМ «Мотор» (с 2000 г.). Одновременно он — профессор в УАИ (УГАТУ).
Научное направление работ Рыжова: разработка авиационных двигателей. Он руководил работами по технологии изготовления деталей из композиционного материала; по созданию авиационных двигателей: Р95-300, РД-9Б, КРД-26, КРДФ-26, Р11-300, Р11Ф2-300, Р25-300 95 ш, 195, КР-97, КР-21, АЛ-31, РД-33 для ОКБ Яковлева, Микояна, Сухого. Под его руководством на базе авиационного двигателя создана теплоэнергетическая установка для производства электрической и тепловой энергии.
В 1989 году избирался депутатом в Верховный Совет СССР от Дуванского национально-территориального избирательного округа № 504 Башкирской АССР.
Скончался 18 октября 2022 года.

## Награды и звания
Лауреат Государственной премии СССР (1988), Премии РБ в области науки и техники (1999).
Награждён орденами Октябрьской Революции (1984), Трудового Красного Знамени (1971).
Награждён медалями имени академика В. Н. Чаломея (1987), «За доблестный труд. В ознаменование 100-летия со дня рождения В. И. Ленина», «300 лет Российскому Флоту».
Заслуженный деятель науки и техники БАССР, Заслуженный машиностроитель РБ

## Труды
Рыжов Алексей Андреевич — автор более 100 научных работ, 29 патентов и авторских свидетельств.
- Проектирование авиационных газотурбинных двигателей. М.: Машиностроение, 2000.
- Определение оптимальных углов установки входного и направляющих аппаратов изделия // Труды ЦИАМ, 1985.
- Из опыта доводки камер сгорания ГТД на повышенный ресурс // Авиационная промышленность. — 1987. — № 1